# Southern Love
Southern Love (bra Amor e Ciúme) é um filme de drama britânico de 1924, dirigido por Herbert Wilcox,, com roteiro baseado na peça teatral The Spanish Student, de Henry Wadsworth Longfellow.
Teve um título alternativo: A Woman's Secret.